# Cephalotes minutus
Cephalotes minutus é uma espécie de inseto do gênero Cephalotes, pertencente à família Formicidae.